# Idaea serrataria
Idaea serrataria är en fjärilsart som beskrevs av Sterneck 1934. Idaea serrataria ingår i släktet Idaea och familjen mätare. Inga underarter finns listade i Catalogue of Life.